# Paoay
Paoay is een gemeente in de Filipijnse provincie Ilocos Norte op het eiland Luzon. Bij de laatste census in 2010 telde de gemeente bijna 24 duizend inwoners.

## Geografie

### Bestuurlijke indeling
Paoay is onderverdeeld in de volgende 31 barangays:
| - Bacsil - Cabagoan - Cabangaran - Callaguip - Cayubog - Dolores - Laoa - Masintoc - Monte - Mumulaan - Nagbacalan | - Nalasin - Nanguyudan - Oaig-Upay-Abulao - Pambaran - Pannaratan - Paratong - Pasil - Salbang - San Agustin - San Blas | - San Juan - San Pedro - San Roque - Sangladan Pob. - Santa Rita - Sideg - Suba - Sungadan - Surgui - Veronica |

## Demografie
Paoay had bij de census van 2010 een inwoneraantal van 23.956 mensen. Dit waren 839 mensen (3,6%) meer dan bij de vorige census van 2007. Ten opzichte van de census van 2000 was het aantal inwoners gegroeid met 2.211 mensen (10,2%). De gemiddelde jaarlijkse groei in die periode kwam daarmee uit op 0,97%, hetgeen lager was dan het landelijk jaarlijks gemiddelde over deze periode (1,90%).

De bevolkingsdichtheid van Paoay was ten tijde van de laatste census, met 23.956 inwoners op 76,24 km², 314,2 mensen per km².

## Geboren in Paoay
- Roque Ablan (9 augustus 1906), gouverneur en guerillaleider overleden (1871)

## Tumba
Er wordt in Paoay op de Filipijnen elk jaar op 1 november Tumba gevierd, een feestdag met veel gelijkenissen met Dia de Meurtos. Tumba is het Spaanse woord voor tombe. Met Tumba wordt er stil gestaan bij de overledenen en er worden voedseloffers gedaan. In tegenstelling tot Dia de Meurtos wordt Tumba somber gevierd. Waar en waarom Tumba voor het eerst werd gevierd is onbekend. Volgens de plaatselijke bevolking is het meer dan 200 jaar oud.